# Karin Bernfeld
Pour les articles homonymes, voir Bernfeld.
Karin Bernfeld, née le 8 décembre 1977, est une écrivaine française et comédienne.
Elle écrit depuis son enfance. Son œuvre est axée sur les questions du corps, des troubles du comportement alimentaire (anorexie-boulimie), et de l'identité sexuelle. Elle s'intéresse aux questions de féminité et de la transmission psychique et intergénérationnelle.

## Publications
- Apologie de la passivité, roman, Lattès 1999 Prix Goya du premier roman - réédition poche Ed. J'ai lu, 2001
- Alice au pays des femelles, roman, Balland 2001 - réédition poche Ed. J'ai Lu, 2002
- Les Portes de l'espérance, récit, Flammarion 2003
- Déjouer les troubles alimentaires, J'ai-Lu Flammarion, coll. « Librio », 2007
- « La rabat-joie », nouvelle, dans : Alcool, quand tu nous abuses..., éd. Pascal, 2007
- « Pas d’apologie de l’anorexie », Le Monde, octobre 2007
- ‘‘Je suis un bébé noir’’, nouvelle, recueil collectif pour Nelson Mandela, Yaoundé, Tropiques, 2008
- « Mischa et ses loups », Le Monde, avril 2008
- « Autophotobiographie (ou presque) », La Faute à Rousseau, n°53, février 2010
- « Rencontrer, raconter l’Histoire », Ecrire l’Histoire, n°8, Automne 2011
- « L’artifice anorexique : art de vivre ou fausse vie dans un corps mort ? », dans Pascale Hummel (dir.) Pathologie(s) études sur l'art(ifice) d'être au monde, éd. Philologicum, 2012
- « In utero veritas », dans : Maïa Brami (dir.), Dans le ventre des femmes, préf. d’Eve Ensler, BSC publishing, 2012
- Plainte contre X, Hypathie/La Margouline, 2013
- Reflets, La Margouline, 2019

## Filmographie
- 2007 : J'veux pas que tu t'en ailles de Bernard Jeanjean (consultante scénariste et courte apparition) : La patiente anorexique